# Orlando Pizzolato
Orlando Pizzolato (* 30. Juli 1958 in Thiene) ist ein ehemaliger italienischer Marathonläufer.

## Leben
1979 wurde er Fünfter bei den Mittelmeerspielen und 1980 Achter bei den offenen spanischen Meisterschaften. Seinen Durchbruch hatte er 1984 mit seinem Sieg beim New-York-City-Marathon. 1985 wurde er Sechster beim IAAF-Weltcup-Marathon in Hiroshima, gewann Gold bei der Universiade in Kōbe und verteidigte seinen Titel in New York City. Im Jahr darauf wurde er Dritter beim Boston-Marathon, holte Silber bei den Leichtathletik-Europameisterschaften in Stuttgart und wurde Dritter in New York City.
Einem siebten Platz bei den Leichtathletik-Weltmeisterschaften 1987 in Rom folgte im Herbst ein sechster in New York City. 1988 wurde er Siebter in Boston, lief bei den Olympischen Spielen in Seoul auf Rang 16 ein und siegte beim Venedig-Marathon.
1979, 1983 und 1984 gewann er den Giro di Castelbuono.
Orlando Pizzolato ist diplomierter Physiotherapeut und Masseur.

## Persönliche Bestleistungen
- 10.000 m: 28:22,9 min, 22. Juni 1983, Bologna
- Stundenlauf: 19.951 m, 17. April 1982, Rom
- Marathon: 2:10:23 h, 14. April 1985, Hiroshima